# Réseau mobile terrestre public
 (septembre 2022).
Si vous disposez d'ouvrages ou d'articles de référence ou si vous connaissez des sites web de qualité traitant du thème abordé ici, merci de compléter l'article en donnant les références utiles à sa vérifiabilité et en les liant à la section « Notes et références ».

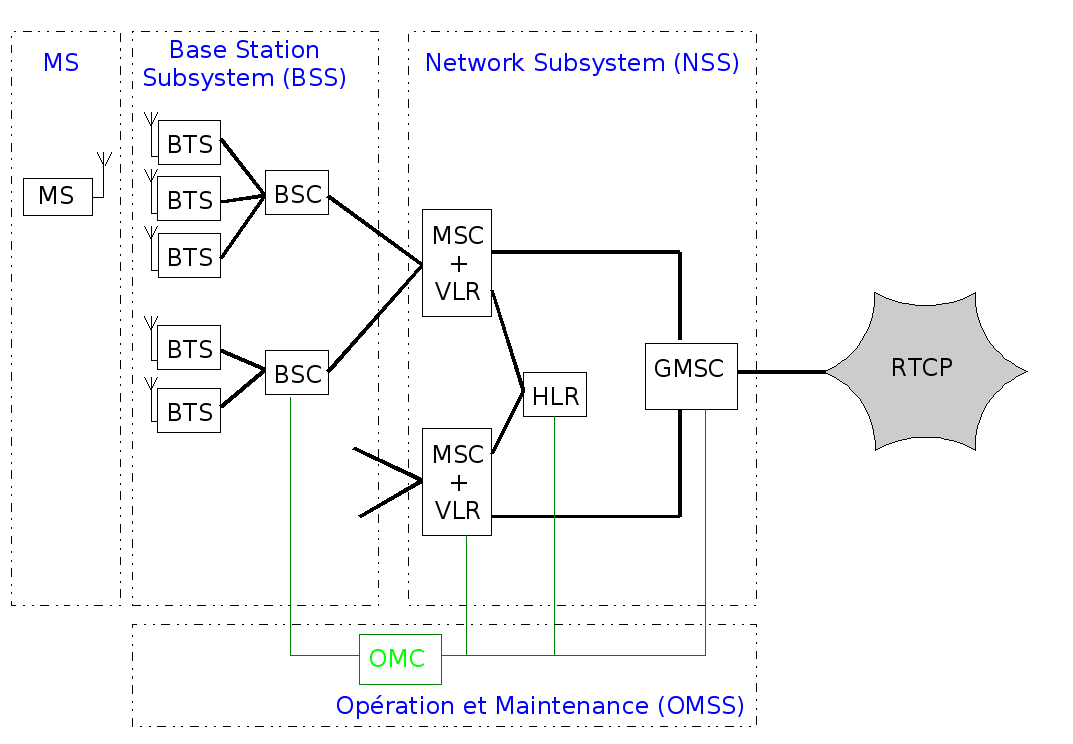
Structure simplifiée d'un réseau GSM (sans GPRS)

Un réseau mobile terrestre public (en anglais Public Land Mobile Network ou PLMN), également appelé réseau public terrestre, est un réseau de télécommunications qui permet aux utilisateurs autorisés d'accéder à différents services (téléphonie, messagerie, transmissions de données, diffusions de contenus audiovisuels…) en situation de mobilité à partir de terminaux mobiles ou portatifs. Selon le pays et l'opérateur, il peut reposer sur différentes architectures normalisées, comme GSM, CDMA, UMTS ou LTE. 
Dans la plupart des pays, il existe aujourd'hui plusieurs réseaux mobiles terrestres publics qui sont exploités par des opérateurs différents. Ils sont interconnectés entre eux, ce qui permet d'établir des communications entre des terminaux (téléphones, smartphones) enregistrés sur des réseaux mobiles différents. Ils sont également interconnectés avec le réseau téléphonique commuté (RTC ou « réseau fixe ») et les réseaux de voix sur IP (box Internet), ce qui permet d'établir des communications entre terminaux mobiles et terminaux fixes.
Un réseau mobile terrestre public est identifié par le Mobile Country Code (MCC) et le Mobile Network Code (MNC).

## Architecture
Le PLMN d'un réseau GSM est constitué de 3 parties distinctes :
- Le sous-système radio (Base Station Subsystem) qui assure les transmissions radioélectriques et gère la ressource radio. Il est constitué de :
  - un maillage de BTS ou stations de base (Base Transceiver Station) ou de Node B (3G et 4G)
  - les BSC ou stations de contrôle (Base Station Controller)

- Le sous-système réseau (Network Switching Subsystem) qui gère l'acheminement des appels et la mobilité des abonnés.
  - plusieurs MSC ou centres de commutation des mobiles (Mobile service Switching Center) dont
    - un G-MSC (Gateway MSC) qui fait le lien avec le réseau fixe RTCP.
    - un SM-MSC (Short Message MSC) qui gère  le transit des messages courts.

  - plusieurs VLR ou registres de localisation des visiteurs (Visitor Location Register)
  - un HLR ou registre de localisation nominale (Home Location Register).

- Le sous-système d'exploitation et de maintenance (Operation Sub-System) qui permet à l'opérateur d'administrer et de contrôler son réseau. Il est constitué de :
  - un EIR ou registre d'identités des équipements (Equipment Identity Register)
  - un AuC ou centre d'authentification (Authentication Center)
  - un NMC ou centre d'administration du réseau (Network Management Center)
  - un OMC ou centre d'opération et de maintenance (Operation and Maintenance Center) divisé en :
    - OMC-R (OMC Radio)
    - OMC-S (OMC Switch)

### Équipements spécifiques auGPRS
Le SGSN (Serving GPRS Support Node) est une passerelle permettant l'acheminement des données dans les réseaux mobiles GPRS, EDGE et UMTS.
Il gère l'interface avec le réseau de paquets externe (e.g. IP) via une autre passerelle, le GGSN (Gateway GPRS Support Node) pour les appels sortants (chaque GGSN est identifié par l'Access Point Name fourni dans la demande d'activation du mobile) et vers la station mobile pour les appels entrants. Il maintient les informations identifiant l'abonné et les services utilisés. Il contrôle la localisation du mobile sur une « Routing Area » (zone couverte par une antenne).
Le GGSN (Gateway GPRS Support Node) est une passerelle d’interconnexion entre le réseau paquet mobile (GPRS ou UMTS) et les réseaux IP externes.
Le GGSN transmet le trafic au SGSN actif pour la station mobile (MS) associée à l'adresse du protocole (l'adresse IP par exemple). La structure de données permettant la session entre le SGSN et le GGSN est appelée Contexte PDP. Une MS peut avoir plusieurs contextes PDP actifs simultanément ou aucun. Le GGSN permet ainsi la mobilité en assurant la transmission des paquets de données vers la MS.
Le GGSN a les fonctions principales suivantes :
1. il contient des informations de routage (traduction de l’APN représentant le réseau externe à atteindre en adresse IP) ;
2. il gère la session (le contexte PDP qui contient les informations de QoS (Qualité de Service), login (identifiant) et password (mot de passe) de l'utilisateur) ;
3. il collecte des données de trafic pour la facturation ;
4. il fait fonction de pare-feu ;
5. il est relié au SGSN via une dorsale GPRS.
6. il sert de passerelle vers le réseau Internet.

## Interfaces d'un réseau mobile GSM (2G)

### Dans leBSS
- Mobile - BTS : ondes hertziennes (canal voix à 13 kbit/s)
- BTS - BSC :  Interface Abis (liaisons MIC à 2 Mbit/s (E1) ou liens Ethernet (Abis over IP))
- BSC - Trau : Interface Ater ou ASUB (canaux de trafic à 16 kbit/s)
- Trau - MSC : Interface A (circuit de parole numérique à 64 kbit/s)

Au sein de la BTS, le débit à 13 kbit/s est adapté pour passer à 16 kbit/s (complété avec des bits de bourrage).
Le Trau (Transcoder/Rate Adaptator Unit) permet, comme son nom l'indique, d'adapter le débit.

### Dans leNSS
- MSC - VLR : Interface B (en pratique inexistante car VLR et MSC sont intégrés dans un même équipement.
- MSC - HLR : Interface C qui permet d'interroger le HLR lors de l'établissement d'une communication.
- VLR - HLR : Interface D qui permet la gestion des informations relatives à la localisation des abonnés. L'interface est normalisée pour permettre l'itinérance (roaming).
- MSC - MSC : Interface E qui sert à l'exécution des handovers et au transport des messages courts.
- VLR - VLR : Interface G qui permet le transfert d'informations lors de la mise à jour de la zone géographique des abonnés.